# Rodrigo Kenton
Rodrigo Antonio Kenton Johnson (Limón, 5 marzo 1955) è un allenatore di calcio ed ex calciatore costaricano.

## Carriera

### Allenatore
Kenton è stato assistente tecnico in tre Mondiali: iniziò come assistente del serbo Bora Milutinović che guidò la Costa Rica nella sua prima Coppa del Mondo nel 1990 e nel 1998, con la Nigeria, dopo due brevi esperienze nel campionato costaricano.
Dopo aver diretto l'U-23 costaricana che si qualificò ai Giochi Olimpici 2004 di Atene, fu designato, nel 2005, membro della Commissione Tecnica della CONCACAF e del Gruppo di Studio Tecnico della FIFA che analizzò il Campionato mondiale di calcio Under-20 2005, nei Paesi Bassi, il successivo in Canada e quello maggiore in Germania.
Quindi passò ad allenare in Guatemala dove, nello spazio di 22 mesi, diresse le selezioni minori di quel paese, compresa l'U-23 e la squadra giovanile U-20.
Oltre a laurearsi come allenatore di calcio, studiò Business Administration.
Il 30 giugno 2008, assume la direzione tecnica della Nazionale di calcio della Costa Rica, sostituendo Hernán Medford, esonerato a causa dei cattivi risultati e del pessimo gioco che la selezione Tricolor ha mostrato nella sua prima partecipazione alle eliminatorie verso il prossimo campionato del Mondo.

## Biografia
È sposato con Floribel Fadell Cartín e ha tre figli, Kervin, Keiner e Derrick.